# EPA (varuhus)

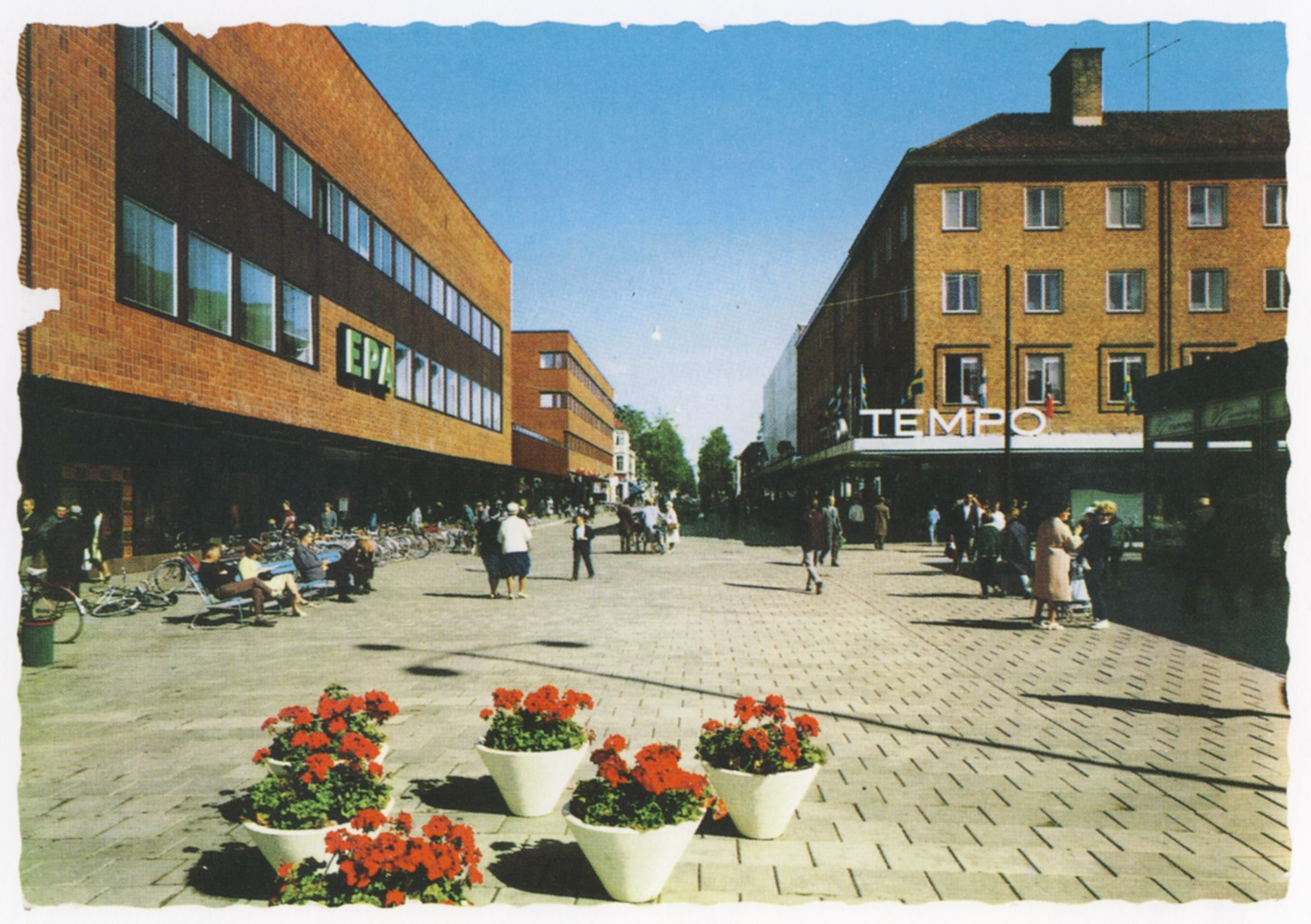
EPA- och Tempo-varuhus i Umeå, 1960.

EPA (förkortning av Enhetsprisaktiebolaget, alternativt Enhetspris AB) var en varuhuskedja med affärer i hela Sverige men även Norge och Danmark. EPA stod för låga priser och ofta lite enklare kvalitet. Företaget grundades av Josef Sachs och Herman Gustaf Turitz, vilka sedan tidigare drev NK i Stockholm respektive Grand Bazar i Göteborg.

## Historik

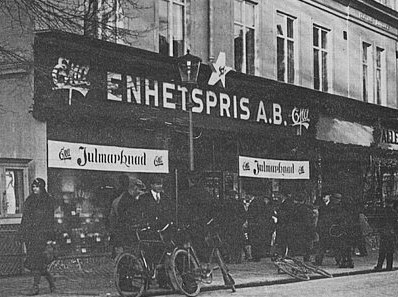
Det första EPA-varuhuset öppnades på Storgatan 3 i Örebro den 7 november 1930.

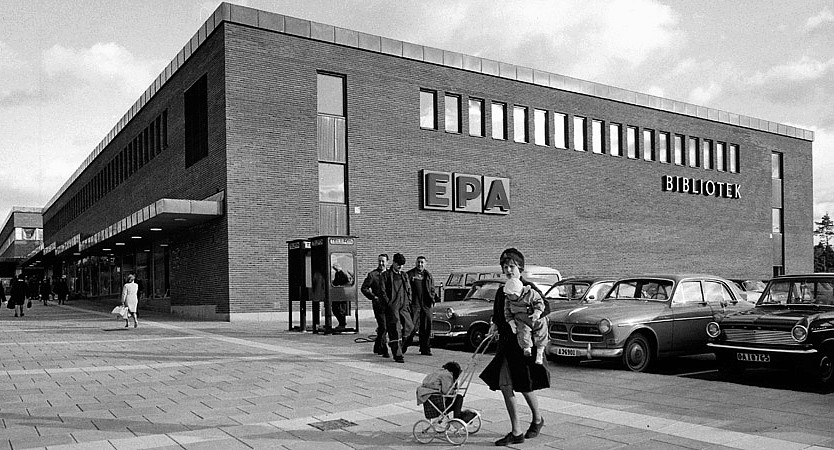
EPA-varuhus i Handen, 1966.

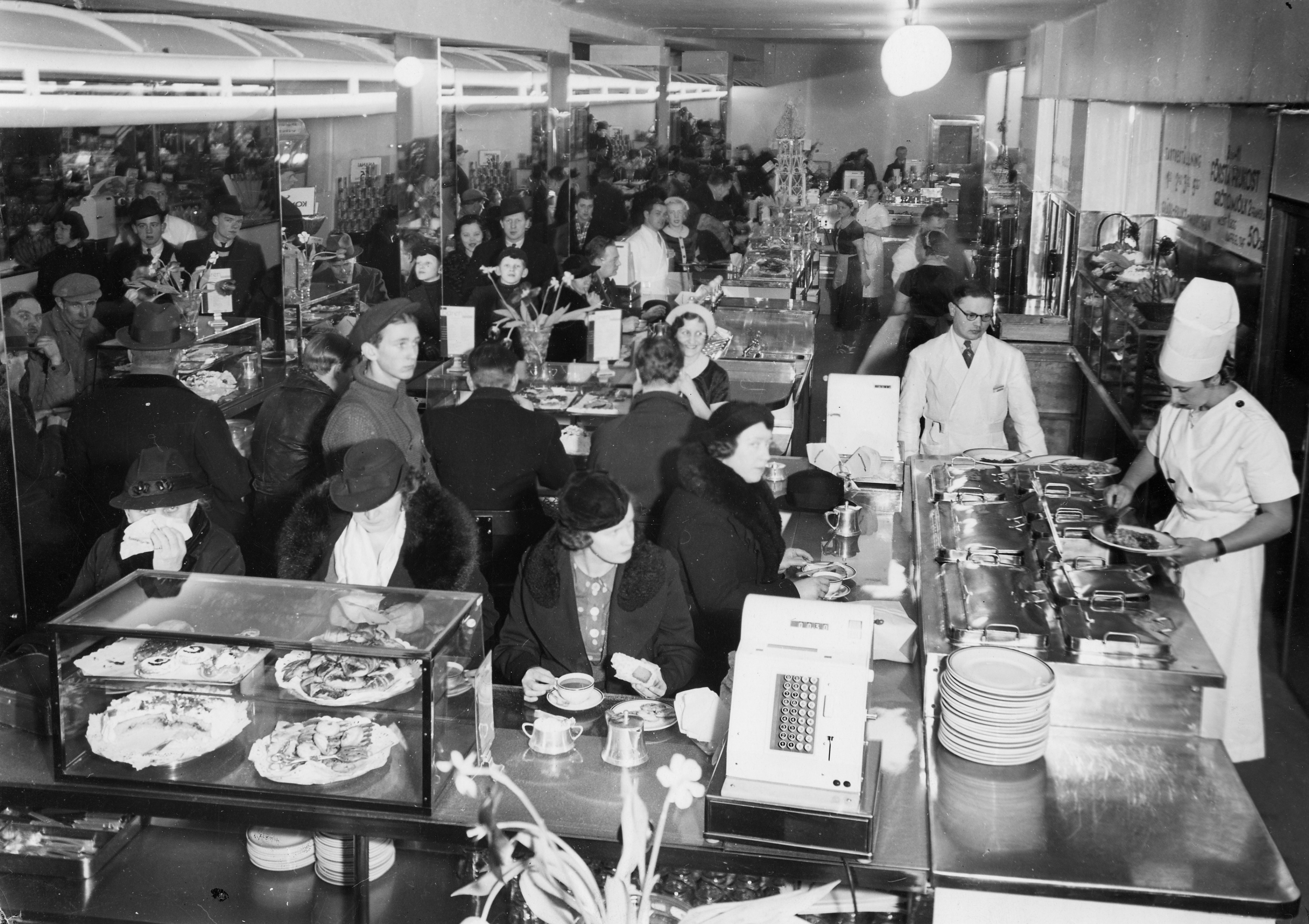
EPA-baren i varuhuset på Drottninggatan i Stockholm.

Konceptet med ett lågprisvaruhus hade lanserats i USA av F.W. Woolworth redan 1879, och det var härifrån Turitz och Sachs lät sig inspireras. Alla varor försågs med låga priser i ett fåtal prislägen.
Turitz kom ursprungligen från Sundsvall, men via studier utomlands flyttade han till Göteborg där han tillsammans med grosshandlaren Henning Schlasberg från Landskrona, kom överens om att öppna en 15-öresbasar under namnet American Bazar i Göteborg. Aktiekapitalet sattes till 6 000 kronor, fördelat på 60 aktier, av vilka vardera hade 30 stycken. Ledare för firman blev den då 25-årige Turitz. Den 14 december 1909 öppnade American Bazar sina portar på fastigheten Kungsgatan 23 i Göteborg. 
År 1913 startades en filial, AB Varuhuset Skandia, på Östra Hamngatan i Bräutigams nuvarande hus vid hörnet av Kungsgatan och Östra Hamngatan i Göteborg, vilken konkurrerade hårt med den av Åkerlund och Pauli ägda Grand Bazar på Kungsgatan 49, den största av konkurrenterna. Resultatet blev att Grand Bazar köptes i slutet av 1913, medan Skandia avvecklades. Bolaget expanderade kraftigt, och partiaffären skildes från detaljaffären den 1 april 1917 och blev upphov till AB Turitz & Co. 
År 1930 beslöts att för startandet av så kallade chain stores bilda ett särskilt bolag, som skulle benämnas EPA (Enhetspris AB), och bli ett dotterbolag till AB Turitz & Co. De första affärerna med namnet EPA öppnades 1930 i Örebro, därefter i Västerås, den 17 december 1930 på Götgatan i Stockholm och 1931 på Odenplan i Stockholm, i Helsingborg och Lund.
Lanseringen var dock inte okontroversiell och de låga priserna väckte protester från lokala handlare. Då både Sachs och Turitz var judar kom kampanjen att uppvisa antisemitiska inslag. 1934 tillsattes en statlig utredning för att undersöka om marknaden för lågprisföretag skulle regleras för att skydda övrig handel, men någon lagstiftning blev det inte och varuhuskedjan kunde fortsätta att växa runt om i Sverige.
Åren 1941–1971 ingick varuhuskedjan Grand Bazar, sedermera Grand, som systerbolag till EPA inom koncernen Turitz & Co. På 1960-talet öppnades EPA Stormarknad på flera orter i Sverige. År 1978 gick man ihop med Tempovaruhusen inom dåvarande NK–Åhléns, varvid namnet ändrades till Tempo. Vid tidpunkten för samgåendet mellan EPA och Tempo hade EPA ett 100-tal varuhus med 12 000 anställda och en försäljning på 3 miljarder kronor. År 1985 omvandlades alla Tempo-varuhus till Åhléns-varuhus eller avvecklades.